# Is Tropical

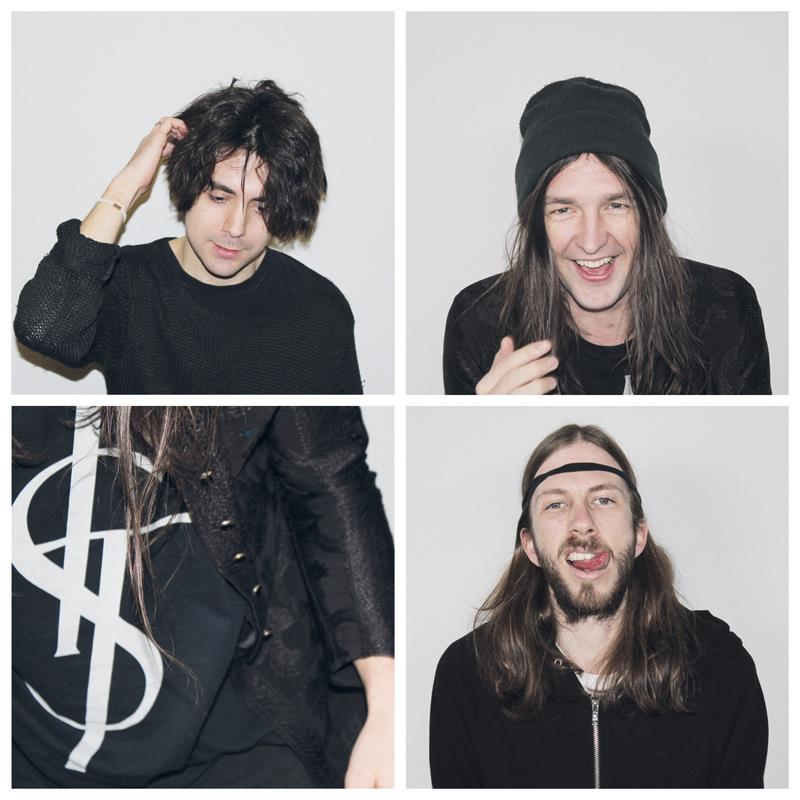
Is Tropical

Is Tropical ist eine britische Indietronic-Band, die 2009 in London gegründet wurde. Die Mitglieder sind Gary Barber (Gitarre, Gesang), Simon Milner (Gitarre, Klavier) und Dominic Apa (Schlagzeug). 
Nach Veröffentlichung ihrer Debütsingle When O’When im Jahr 2010 erhielten sie einen Plattenvertrag beim Pariser Label Kitsuné. Es folgte eine Welttournee mit Stationen in Europa, Südamerika und Asien. Aufmerksamkeit (und Sperrungen bei YouTube) erreichte das Trio mit einigen ihrer Videoclips: The Greeks (2011) zeigt kindliche Gewaltspiele, Dancing Anymore (2013) jugendliche Sexphantasien. Bei Lover's Cave (2013) inszenierte Richard Kern eine Party mit halbnackten Darstellerinnen.

## Diskografie
- 2011: Native To (Album, Kitsuné)
- 2013: I’m Leaving (Album, Kitsuné)
- 2016: Black Anything (Album, Axis Mundi)